# Silkeborg Nordkredsen
Silkeborg Nordkredsen er en opstillingskreds i Vestjyllands Storkreds.
Kredsen, der er oprettet i 2007, består af den nordlige del af Ny Silkeborg Kommune. 
Kredsen er dannet af den tidligere Kjellerup Kommune fra Kjellerupkredsen, den tidligere Gjern Kommune fra Silkeborgkredsen samt den nordlige del af den gamle Silkeborg Kommune også fra Silkeborgkredsen.
Afstemningssteder i kredsen:  
1. Tilført fra Kjellerupkredsen (tidligere Kjellerup Kommune):
  1. Ans
  2. Hinge
  3. Kjellerup
  4. Levring
  5. Sjørslev
  6. Thorning
  7. Vinderslev
  8. Vium-Hvam
2. Tidligere Gjern Kommune: 
  1. Fårvang
  2. Gjern
  3. Grauballe
  4. Sorring
  5. Voel
3. Nordlige del af tidligere Silkeborg Kommune:

Fra 1849 var den nordlige del af den senere Silkeborg kommune en del af  Kjellerupkredsen. Midt i 1900-tallet blev  Alderslyst og Silkeborgs nordlige forstæder overflyttet til Silkeborgkredsen. I 1970 gik landsognene nord for Silkeborg samme vej. Fra 2007 er den sydlige del af den oprindelige Kjellerup Kreds samlet i Silkeborg Nordkredsen.

## Folketingskandidater pr. 25/11-2018

### Valgkredsens kandidater for de pr. november 2018 opstillingsberettigede partier
| Liste | Parti                       | Kandidat           | Bemærk                             |
| ----- | --------------------------- | ------------------ | ---------------------------------- |
| A     | Socialdemokratiet           | Lars Fibæk         |                                    |
| B     | Radikale Venstre            | Rasmus Bach Krabbe |                                    |
| C     | Det Konservative Folkeparti | Jette Philipsen    | Er kandidat i "Silkeborg og omegn" |
| D     | Nye Borgerlige              | Gitte Keller       |                                    |
| F     | Socialistisk Folkeparti     |                    |                                    |
| I     | Liberal Alliance            |                    |                                    |
| O     | Dansk Folkeparti            | Karina Due         |                                    |
| V     | Venstre                     | Gitte Willumsen    |                                    |
| Ø     | Enhedslisten                | Malte Bang         |                                    |
| Å     | Alternativet                |                    |                                    |